# Williams (cognome)
Williams è un cognome di lingua inglese.

## Etimologia e diffusione
Williams è uno dei patronimici del nome William che ebbe origine nell'Inghilterra medievale e si diffuse successivamente in Galles. L'etimologia deriva da "figlio" o "discendente di Guillemin", variante in antico francese di William. A sua volta, il nome è composto da elementi germanici: will (desiderio, volontà) e helm (elmo, protezione).
Quanto a diffusione, Williams è il terzo cognome più popolare in Australia, nel Regno Unito e negli Stati Uniti d'America.
Il cognome Williams è presente anche in Italia, seppure con modesta diffusione.

## Persone
- Aaron Williams (1971), cestista statunitense
- Alvin Leon Williams (1974), cestista statunitense
- Andrae Williams (1983), atleta bahamense specialista nella velocità
- Angela Williams (1980), atleta statunitense (specialità 100 m, 200 m e staffetta)
- Ansonshan Williams (Anson William Heimlich 1949), attore e regista statunitense
- Archie Williams (1915 - 1993), atleta statunitense (specialità 400 metri piani)
- Art Williams (Arthur T. Williams 1939), cestista statunitense
- Ashley Williams (1984), calciatore gallese
- Ashley Williams (1978), attrice statunitense
- Barry Williams (Barry William Blenkhorn 1954), attore statunitense
- Bernard Williams (Sir Bernard Arthur Owen Williams 1929 - 2003), filosofo britannico
- Bernard R. Williams III (1978), atleta statunitense, specializzato nei 100 e 200 m piani
- Bernie Williams (Bernard Williams 1945), cestista statunitense
- Bernie Williams, giocatore di baseball e musicista portoricano
- Betty Williams (1943), attivista nordirlandese
- Billy Dee Williams (1937), attore statunitense
- Bleddyn Williams (1923), rugbysta gallese
- Boris Williams (Boris Peter Bransby-Williams 1957), batterista inglese vedi anche The Cure
- Brian Williams (?), allenatore di calcio
- Brian Williams (1966), giocatore statunitense di football americano
- Brian Williams (1979), giocatore statunitense di football americano
- Brian Williams (1972), giocatore statunitense di football americano
- Brian Williams (1962 - 2007), rugbista gallese
- Brian Williams (?), scrittore britannico
- Brian Carson Williams noto come Bison Dele (1969 - 2002), cestista statunitense
- Buck Williams (Charles Linwood Williams 1960), cestista statunitense
- Carnell Williams (1982), giocatore statunitense di football americano
- Charles Williams (1909 - 1975), scrittore statunitense
- Charles Williams (Charles Walter Stansby Williams 1886 - 1945), scrittore e poeta inglese
- Charlie Williams (1943), cestista statunitense
- Chester Mornay Williams (1970), rugbysta sudafricano
- Edward "Chuck" Williams (1946), cestista statunitense
- Cindy Williams (Cynthia Jane Williams 1947), attrice statunitense
- Clarence Williams (1898 - 1965), musicista jazz statunitense
- Cliff Williams (1949), musicista inglese, bassista vedi anche AC/DC
- Clifton 'C.C.' Williams (1932 - 1967), astronauta statunitense
- Clive Williams (1948), rugbista gallese
- Cole Williams (1981), attore statunitense
- Damon Kion Williams (1973), cestista statunitense
- Darrent Williams (1982 - 2007), giocatore statunitense di football americano
- Dave Williams (David "Stage" Williams 1972 - 2002), cantante statunitense
- David Williams (1939), allenatore di rugby e talent scout gallese
- David Williams (contrabbassista) (?), contrabbassista statunitense
- David Williams (?), giornalista britannico
- DeAngelo Williams (1983), giocatore statunitense di football americano
- Demetrius Williams (1983), giocatore statunitense di football americano
- Deron Michael Williams (1984), cestista statunitense
- Diane Williams (1960), atleta statunitense
- Donald Edward Williams (1942), astronauta statunitense
- Donna Williams (1963), scrittrice, cantautrice e sceneggiatrice australiana
- Egerton Ryerson Williams Jr.  (1873 - 1925) , avvocato e scrittore americano autore di Hill Towns of Italy (1904)
- Edy Williams (Edwina Beth Williams 1942), attrice statunitense
- Emmett Williams (1925 - 2007), poeta e artista statunitense
- Eric Williams (1972), cestista statunitense
- Eric Williams (1978), cestista statunitense
- Eric Williams (1984), cestista statunitense
- Esther Williams (1921), campionessa di nuoto e attrice cinematografica statunitense
- Fly Williams (James Williams 1953), cestista statunitense
- Frank Williams (1980), cestista statunitense
- Frank Williams (Sir Francis Owen Garbatt Williams 1942 - 2021), manager e fondatore della scuderia britannica di Formula 1 Williams F1
- Fred Williams (Friedrich Wilhelm Löcherer 1938), attore tedesco
- Frederic Calland Williams (1911), informatico inglese
- Freeman Williams jr. (1956), cestista statunitense
- Gary Williams (1960), calciatore inglese
- George Williams (1821 - 1905), pedagogo britannico e fondatore della YMCA
- George Henry Williams (1823-1910), politico statunitense
- Gianni Williams (?), attore e doppiatore italiano
- Grace Williams 1894 – 1987, attrice statunitense del cinema muto
- Grace Mary Williams (1906 - 1977), compositrice britannica
- Gus Williams (1953), cestista statunitense
- Guy Williams (Armand Joseph Catalano 1924 - 1989), attore statunitense
- Hank Williams (1923 - 1953), cantautore statunitense
- Hank Williams III (1972), cantautore, bassista e chitarrista statunitense
- Harry Gregson-Williams (1961), musicista, compositore e autore di colonne sonore britannico
- Harvey Williams Cushing (1869 - 1939), chirurgo statunitense
- Hayley Nichole Williams (1988), cantante e pianista statunitense
- Heathcote Williams (1941-2017), poeta, attore, commediografo, scultore inglese
- Henry Williams (1970), cestista statunitense
- Herb Williams (Herbert L. Williams 1958), cestista e allenatore di pallacanestro statunitense
- John "Hot Rod" Williams (1962), cestista statunitense
- Hype Williams (Harold Williams 197), regista statunitense
- John Peter Rhys Williams noto come J. P. R. Williams (1949), rugbista, tennista e chirurgo britannico
- J.J. Williams (John James Williams 1948), rugbista gallese
- Jan-Michael Williams (1984), calciatore trinidadiano
- Jason Williams (1975), cestista statunitense
- Jay Williams (1981), cestista statunitense
- Jayson Williams (1968), cestista statunitense
- Jeffrey Williams (1958), astronauta statunitense
- Jerome Williams (1973), cestista statunitense
- Jesse Williams (1983), altista statunitense
- Jim Williams (1948 – 2011), ingegnere elettronico statunitense
- Margaret Jobeth Williams (1948), attrice statunitense
- Jody Williams (1950), insegnante e pacifista statunitense
- John Sam Williams (1966), cestista statunitense
- John Christopher Williams (1941), chitarrista, musicista e compositore australiano
- John Edward Williams (1922-1994), scrittore statunitense
- John Williams (1932), direttore d'orchestra e compositore statunitense
- Jonathan Williams (1942), pilota automobilistico britannico
- Joseph Williams (1960), cantante statunitense
- Katt Williams (Micah S. Katt Williams 1973), attore e rapper statunitense
- Kellie Shanygne Williams (1976), attrice statunitense
- Ken Williams (1954), autore di videogiochi statunitense
- Kenny Williams (Kenneth Ray Williams 1969), cestista statunitense
- Kerry Williams (1972), doppiatrice statunitense
- Kiely Alexis Williams (1986), cantante e attrice statunitense
- Larry Williams (1889-1956) direttore della fotografia
- Larry Williams (Lawrence E. Williams 1935 - 1980), cantante compositore e pianista statunitense
- Lauryn Williams (1983), atleta statunitense
- Lee Williams (1974), attore britannico
- Liam Williams (1991), rugbista a 15 gallese
- Lori Williams (1946), attrice cinematografica statunitense
- Louis Tyrone Williams (1986), cestista statunitense
- Lucinda Williams (1937), velocista statunitense
- Lucinda Williams (1953), cantautrice statunitense
- Marcus Williams (1986), calciatore inglese nato
- Marcus Darell Williams (1985), cestista statunitense
- Marcus Eliot Williams (1986), cestista statunitense
- Marcus Williams (1977), giocatore statunitense di football americano
- Mark Williams (1959 - 1998), attore e produttore statunitense
- Mark Williams (1959), attore, comico, soggettista e presentatore britannico
- Mark J. Williams (1975), giocatore gallese di biliardo, specialità snooker
- Martyn Williams (1975), rugbysta gallese
- Marvin Williams (1986), cestista statunitense
- Maurice Williams detto Mo (1982), cestista statunitense
- Micheal Williams (Micheal Douglas Williams 1966), cestista statunitense
- Michael Michele (Micheal Michele Williams 1966), attrice statunitense
- Michelle Williams (Michelle Ingrid Williams 1980), attrice statunitense
- Michelle Williams (1980), cantante, attrice, ballerina e autrice di testi musicali statunitense
- Mike Williams (Michael Antony Williams 1982), cestista statunitense con passaporto irlandese
- Milan Williams (1948 - 2006), tastierista statunitense vedi anche Commodores
- Milton "Milt" Williams (1945), cestista statunitense
- Monty Williams (Tavares Montgomery Williams 1971), cestista e allenatore di pallacanestro statunitense
- Morgan Williams (1976), rugbista canadese
- Olivia Williams (1968), attrice britannica
- Paul Williams (Paul Hamilton Williams 1940), compositore e paroliere statunitense di colonne sonore cinematografiche
- Percy Williams (1908 - 1982), atleta canadese
- Percy Williams Bridgman (1882 - 1961), fisico e filosofo della scienza statunitense
- Petey Williams (1981), wrestler canadese
- Pharrell Williams noto come Pharrell (1973), produttore discografico, beatmaker, rapper, cantante, imprenditore e fashion designer statunitense
- Pip Williams (1947), produttore discografico, arrangiatore e chitarrista britannico
- Ralph Williams detto Skip (?), ideatore di giochi statunitense
- Ralph Vaughan Williams (187 - 1958), compositore britannico
- Thomas Ray Williams (1954), cestista statunitense
- Raymond Williams (1921 - 1988), scrittore e sociologo britannico
- Reggie Williams (1964), cestista e allenatore di pallacanestro statunitense
- Reggie Williams (1986), cestista statunitense
- Richard Norris Williams detto Dick (1891 - 1968), tennista statunitense
- Rob Williams (Robert Aaron Williams 1961), cestista statunitense
- Robbie Williams (Robert Peter Williams 1974), cantante pop britannico vedi anche Take That
- Robert Williams (1943), pittore statunitense
- Robert Moore Williams (1907 - 1977), scrittore e autore di fantascienza statunitense
- Roberta Williams (1953), designer statunitense
- Robin Williams (Robin McLaurin Williams 1951 - 2014), attore cinematografico, televisivo e teatrale statunitense
- Roger Williams (1603 - 1684), teologo inglese
- Ron Williams (Ronald Robert Williams 1944 - 2004), cestista e allenatore di pallacanestro statunitense
- Rowan Douglas Williams (1950), arcivescovo e teologo inglese, attuale arcivescovo di Canterbury
- Rozz Williams (Roger Alan Painter 1963 - 1998), cantante statunitense vedi anche Christian Death
- Sam Williams (1980), giocatore statunitense di football americano
- Saul Williams (1972), poeta, predicatore, attore, rapper e musicista statunitense
- Scott Christopher Williams (1968), cestista statunitense
- Serena Williams (Serena Jameka Williams 1981), tennista statunitense
- Shammond Williams (1975), cestista statunitense
- Shane Williams (1966), rugbista gallese
- Shanésia Davis-Williams (1975), attrice statunitense
- Shawne Brian Williams (1986), cestista statunitense
- Shelden DeMar Williams (1983), cestista statunitense
- Shericka Williams (1985), atleta giamaicana
- Sly Williams (Sylvester Williams 1958), cestista statunitense
- Sonia Williams (1979), atleta di Antigua e Barbuda
- Sophia Williams-De Bruyn (1938), politica e sindacalista sudafricana
- Stanley Williams detto Tookie (1953 - 2005), criminale, attivista e scrittore statunitense
- Steve Williams (?), regista e animatore canadese
- Steve Williams (?), tastierista vedi anche Power Quest
- Steve Williams (1960), wrestler e giocatore di football americano statunitense
- Steve Williams (1956), batterista jazz statunitense
- Sunita Williams (1965), astronauta statunitense
- Susan Williams (1969), triatleta statunitense
- Terry Williams (1948), batterista britannico
- Thomas Lanier Williams noto come Tennessee Williams (1911 - 1983), drammaturgo statunitense
- Tiffany Ross-Williams (1983), atleta statunitense, specializzata nei 400 m ostacoli
- Timothy Williams (1946), scrittore britannico
- Thomas Stafford Williams (1930), cardinale e arcivescovo cattolico neozelandese
- Tonique Williams-Darling (1976), atleta delle Bahamas, olimpionica dei 400 metri ad Atene 2004
- Tony Williams (1945 - 1997), batterista statunitense di musica jazz
- Travis Williams (1969), cestista statunitense
- Richard Treat Williams (1951), Richard Treat Williams
- Tyler James Williams (1992), attore statunitense
- Van Williams (1934 - 2016), attore statunitense
- Van Williams (?), batterista statunitense
- Vanessa A. Williams (1963), attrice statunitense
- Vanessa L. Williams (1963), attrice, cantante e modella statunitense
- Vanessa R. Williams (1960), Cantante gospel statunitense
- Venus Williams (Venus Ebone Starr Williams 1980), tennista statunitense
- Wade Williams (1961), attore statunitense
- Walt Williams (Walter Ander Williams 1970), cestista statunitense
- Walter Jon Williams (1953), scrittore statunitense di romanzi di fantascienza
- Ward Williams (1923 - 2005), cestista statunitense
- Wendy O. Williams (1949 - 1998), cantante statunitense vedi anche Plasmatics
- William Carlos Williams (1883 - 1963), romanziere, poeta e medico statunitense
- Zachary Isaiah Williams (1994), attore statunitense

## Nelle arti
- Anna Williams e Nina Williams sono personaggi della serie di videogiochi Tekken.
- Carabina Williams è un film del 1952 diretto da Richard Thorpe.
- Dave Williams è un personaggio della serie televisiva Desperate Housewives.
- Il mio nome è Remo Williams è un film del 1985 diretto da Guy Hamilton.
- Rhys Williams è un personaggio della serie televisiva Torchwood.
- Ashley Williams è un personaggio della serie di videogiochi Mass Effect.
- X Ellie Williams è la protagonista di The Last Of Us